# Culturen

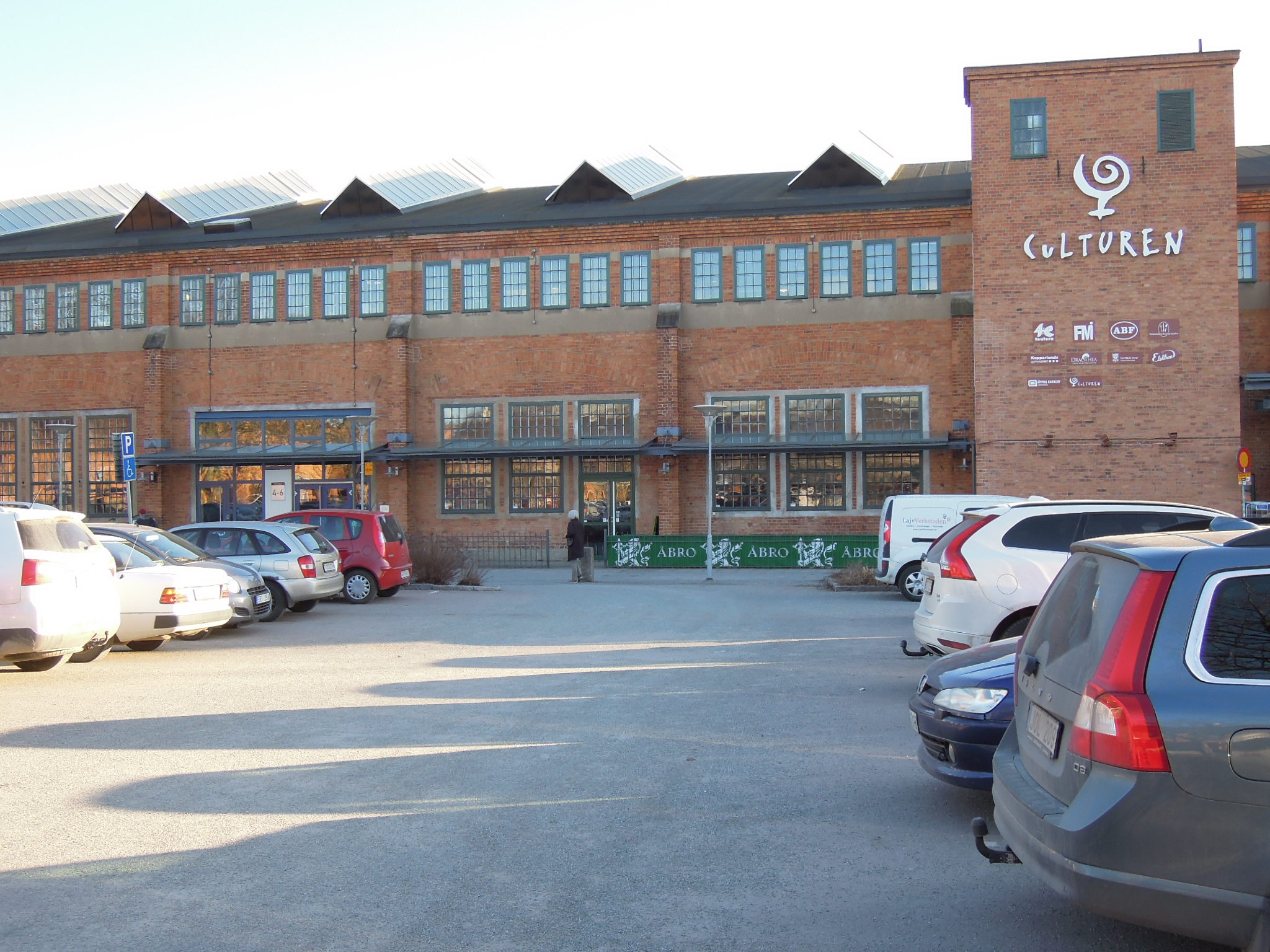
Culturen, kulturhus i Västerås.

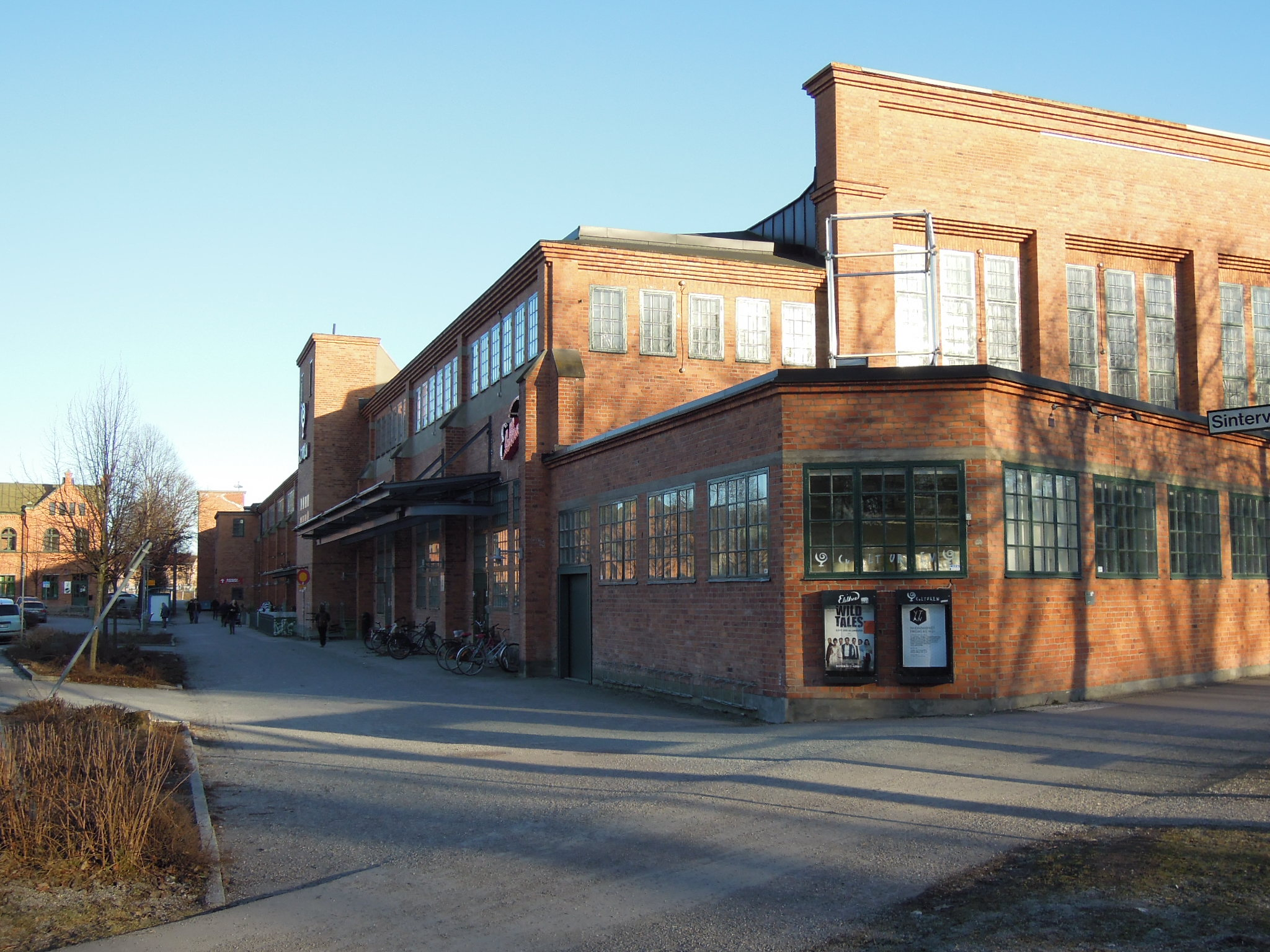
Culturen, i Aseas (ABB:s) tidigare Emausverkstad. Belägen i Kopparlunden.

Culturen, eller CuLTUREN är ett 4200 kvm stort kulturhus i Västerås som invigdes i september 2000. 
Culturen är inrymt i det före detta industriområdet Kopparlunden. Sedan 2004 drivs Culturen av en ekonomisk förening som också har samordningsansvaret för lokalerna. Enligt Västerås kommuns hemsida är målet för Culturen att "erbjuda västeråsarna en mötesplats, där nyskapande kulturverksamhet står i centrum. Upplevelser, delaktighet och mångfald är nyckelbegrepp. Besökaren skall i CuLTUREN bli inspirerad, mötas av det oväntade och stimuleras att utveckla nyfikenhet."
I Culturen bedrivs en mängd verksamheter som teater, film, radio, konst, dans, musik och workshops. Bland teatergrupperna återfinns 4:e teatern som är en professionell fri teatergrupp i Västerås som varit verksam sedan 1982. Teatergruppen producerar teater för barn- och ungdom i första hand. I Culturen bedrivs också Kopparlundsgymnasiet, en friskola som drivs av en ideell förening med Arbetarnas bildningsförbund som huvudman.